# John Fabian
John McCreary Fabian (Goose Creek, 28 de janeiro de 1939) é um ex-astronauta norte-americano, veterano de duas missões do ônibus espacial.
Formado em engenharia mecânica e Engenharia aeroespacial, graduou-se como oficial da Força Aérea dos Estados Unidos e passou cinco anos como piloto de K-135, avião de reabastecimento aéreo. Durante a Guerra do Vietnã, participou de noventa missões de combate.
Fabian foi qualificado como astronauta em 1979, após um ano de treinamento no quartel-general e centro de treinamento da NASA, em Houston, Texas. Durante seus primeiros anos na agência espacial, trabalhou um funções em Terra, incluindo o desenvolvimento do braço róbotico do futuro ônibus espacial. Sua primeira missão espacial foi como especialista de missão da STS-7 Challenger, em junho de 1983, a primeira com cinco tripulantes em um ônibus espacial. Nela, ele foi o primeiro astronauta a operar em órbita o Canadarm canadense, capturando no espaço um satélite para trazê-lo de volta à Terra para reparos.
Sua segunda missão, a STS-51-G, foi uma missão de tripulação internacional lançada em junho de 1985, que teve entre seus integrantes um astronauta francês e o primeiro saudita a ir ao espaço. Nela, a tripulação colocou em órbita satélites da Liga Árabe, do México e dos Estados Unidos. Fabian esteve selecionado para uma terceira missão espacial, uma missão científica de pesquisas biológicas a ser realizada em maio de 1986. Entretanto, com o acidente da Challenger em janeiro deste ano, todas as missões espaciais norte-americanas foram suspensas por dois anos e ele deixou a NASA em início de 1986 para exercer funções de comando no quartel-general da Força Aérea.
Após se desligar da Força Aérea em 1987, ele passou a integrar a direção de um instituto público de pesquisas aeroespaciais e segurança nacional sem intuito lucrativo, do qual se aposentou em 1998. Na última década, tem trabalho como consultor independente de aeroespaço e como porta-voz da NASA, participando de programas de interação com o público visitante do Centro Espacial John F. Kennedy, na Flórida.